# 辛炯珉
辛 炯珉（シン・ヒョンミン、신형민、1986年7月18日 - ）は、韓国のサッカー選手。ポジションはMF。

## 来歴
弘益大学校を経て2008年浦項スティーラースに入団した。2010年1月18日フィンランド代表との親善試合で代表デビューした。2012年にアル・ジャジーラへと移籍した。2014年に全北現代モータースへと移籍した。2015年から兵役のため安山警察FC でプレー。兵役終了後は全北現代の中心選手として活躍した。
2019年シーズン終了後、契約満了により全北現代を退団。2020年、北京人和足球倶楽部への加入で合意したもののCOVID-19パンデミックの影響で白紙となり、同年6月、全北現代に再加入。2021年からは2シーズンにわたって蔚山現代FCでプレーした。
蔚山現代退団後はしばらく無所属であったが、2023年7月18日、Kリーグ2参入1年目の天安シティFCと契約。かつて在籍した浦項、全北、蔚山でタイトルを獲得してきたことから、19節まで消化して4分15敗の未勝利で勝ち点わずか4を獲得するに留まる最下位のチームに勝者のメンタリティをもたらす役割を期待されての加入となった。

## タイトル

### クラブ
浦項スティーラース
- 韓国FAカップ：2008
- Kリーグカップ：2009
- AFCチャンピオンズリーグ：2009

全北現代モータース
- Kリーグ1：2014, 2017, 2018, 2019, 2020
- 韓国FAカップ：2020
- AFCチャンピオンズリーグ：2016

蔚山現代FC
- Kリーグ1：2022